# I due Foscari
I due Foscari è un'opera in tre atti di Giuseppe Verdi su libretto di Francesco Maria Piave, a sua volta ispirato all'omonima opera teatrale in versi di Lord Byron del 1821. La prima assoluta ebbe luogo al Teatro Argentina di Roma il 3 novembre 1844. 

## Interpreti originali
Gli interpreti coinvolti nel debutto furono:

| Personaggio                           | Interprete                                         | Registro vocale |
| ------------------------------------- | -------------------------------------------------- | --------------- |
| Francesco                             | Achille De Bassini                                 | baritono        |
| Jacopo                                | Jacopo Roppa                                       | tenore          |
| Lucrezia                              | Marianna Barbieri-Nini                             | soprano         |
| Loredano                              | Baldassarre Mirri                                  | basso           |
| Barbarigo                             | Atanasio Pozzolini                                 | tenore          |
| Pisana                                | Giulia Ricci                                       | soprano         |
| Scene                                 | Pietro Venier                                      |                 |
| Direttore di scena                    | Francesco Maria Piave                              |                 |
| Maestro al cembalo                    | Giuseppe Verdi (per tre recite), poi Pietro Romani |                 |
| Primo violino e direttore d'orchestra | Emilio Angelini                                    |                 |

## Altre versioni
La seconda versione ebbe la prima al Teatro Rossini di Livorno il 26 dicembre successivo ed il 27 dicembre al Teatro Grande di Trieste (poi rinominato Teatro Verdi).
Ancora nella prima versione ebbe la prima al Teatro San Carlo di Napoli con Gaetano Fraschini il 9 febbraio 1845 ed al Teatro Regio di Parma con Felice Varesi il 24 marzo successivo e nella seconda versione al Teatro Donizetti di Bergamo con Varesi il 25 agosto successivo, al Teatro Carignano di Torino il 27 settembre, al Teatro Comunale di Bologna il 2 ottobre, al Teatro Coppola di Catania il 24 gennaio 1846, al Teatro Nacional de São Carlos di Lisbona il 5 marzo successivo, al Teatro Re di Milano con Angelo Mariani (direttore d'orchestra) il 1º luglio, al Théâtre-Italien di Parigi con Giulia Grisi e Giovanni Matteo De Candia il 17 dicembre ed al Teatro La Fenice di Venezia con Emilia Goggi il 10 febbraio 1847. 
La terza versione debutta nella prima nel Regno Unito al His Majesty's Theatre di Londra con Giulia Grisi, Fraschini, De Candia e Giorgio Ronconi (baritono) il 10 aprile successivo seguita dalla prima statunitense a Boston diretta da Luigi Arditi il 10 maggio ed al Gran Teatre del Liceu di Barcellona il 12 maggio, al Royal Italian Opera (poi Royal Opera House), Covent Garden di Londra il 19 giugno, nella seconda versione al Teatro Metastasio di Prato il 25 dicembre, nella terza versione al Teatro Regio di Torino con Fraschini il 6 marzo 1851 e nella seconda versione al Teatro Solís di Montevideo il 18 settembre 1856 ed al Teatro della Canobbiana di Milano il 13 aprile 1857.
Nel 1958 ebbe la prima al Teatro Nuovo di Torino nella seconda versione diretta da Franco Capuana con Leyla Gencer, Mirto Picchi e Giangiacomo Guelfi, nel 1968 al Teatro dell'Opera di Roma nella terza versione diretta da Bruno Bartoletti con Luisa Maragliano, Renato Cioni e Mario Zanasi, nel 1972 all'Opera di Chicago diretta da Bruno Bartoletti con Katia Ricciarelli e Piero Cappuccilli, nel 1978 a Bilbao con Ferruccio Furlanetto, nel 1979 al Teatro alla Scala di Milano diretta da Riccardo Chailly con Katia Ricciarelli, Giuliano Ciannella, Antonio Savastano e Piero Cappuccilli, nel 1993 per la prima scozzese per la Scottish Opera a Edimburgo e portata anche a Glasgow, Newcastle upon Tyne ed Aberdeen, nel 2012 a Los Angeles diretta da James Conlon con Plácido Domingo e Francesco Meli e nel 2015 all'Opéra municipal de Marseille con Leo Nucci.

## Trama

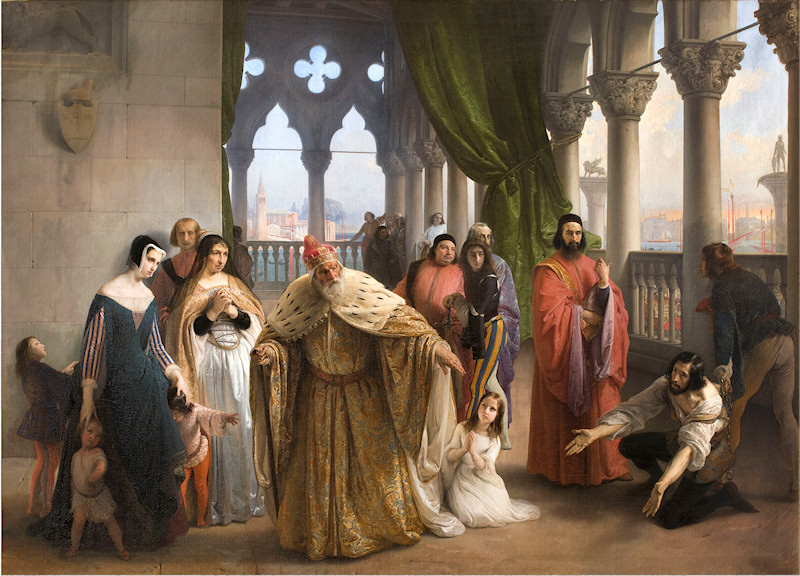
Francesco Hayez, L'ultimo abboccamento di Jacopo Foscari con suo padre, il doge Francesco Foscari, (1840). Gallerie d'Italia - Milano

L'azione si svolge a Venezia nel 1457.

### Atto I
Nel Palazzo Ducale di Venezia si riuniscono i membri della Giunta e del Consiglio dei Dieci per prendere una decisione importante. Essi devono decidere se confermare o no l'esilio di Jacopo Foscari, figlio del Doge, rientrato nella città veneta e qui arrestato. Questi è incolpato dell'omicidio di due parenti di Loredano, suo principale accusatore. Jacopo Foscari, tratto dalle carceri, attende di esser portato davanti al Consiglio. Egli decanta la bellezza della sua città e lo struggimento per il lungo esilio da essa.
Lucrezia Contarini, moglie di Jacopo, difende l'innocenza del marito, ma quando apprende che gli è stato comminato un nuovo esilio dà sfogo al suo sdegno contro i nobili veneziani. I senatori, uscendo dal Consiglio, invece inneggiano alla giustizia veneziana, che sa anche condannare il figlio di un Doge. Quest'ultimo, rimasto solo e disperato, piange la condizione del figlio. Sopraggiunge la nuora Lucrezia e lo supplica di far annullare la sentenza, ma il Doge risponde che una lettera scritta da Jacopo pare accusarlo e nulla può più fermare la legge veneziana. Insieme piangono la cattiva sorte che colpisce l'amato congiunto.

### Atto II
Rinchiuso nel carcere, Jacopo Foscari vede in un momento di delirio il fantasma del Conte di Carmagnola, che pare accusarlo perché il padre lo aveva condannato a morte. Colpito dal cattivo presagio Jacopo Foscari sviene. Sopraggiunge Lucrezia per riferirgli del nuovo esilio e poi il padre; avvolti da una grande commozione essi pregano e sperano di potersi ricongiungere in futuro.
Infine Jacopo Foscari viene condotto davanti al Consiglio che gli ordina di partire per l'esilio a Creta, senza neppure il conforto della moglie e dei figli. A questa prospettiva egli sente la morte già avvicinarsi.

### Atto III
Mentre San Marco si riempie di persone in festa per la prossima regata, Jacopo e Lucrezia si salutano e l'esiliato parte, brutalmente allontanato dai suoi cari e da Loredano che ne affretta l'avvio.
Il Doge, solo e afflitto, piange la scomparsa dei suoi tre figli ed ora l'abbandono del quarto. Sopraggiunge il Barbarigo che reca una confessione scritta da un reo, che si accusa degli omicidi addebitati al figlio. Mentre il Doge esulta per la prova d'innocenza, sopraggiunge Lucrezia portando la notizia della morte di Jacopo, deceduto per il gran dolore.
Compaiono infine i membri del Consiglio che chiedono al Doge di rinunciare alla carica, perché ormai troppo vecchio. Offeso e ferito egli depone le insegne ed esce accompagnato da Lucrezia. Mentre si allontana sente le campane di San Marco che annunciano già il nuovo Doge e, gemendo ancora, anch'egli muore.

## Numeri musicali

### Atto primo
- 1 Preludio
- 2 Introduzione
  - Coro Silenzio... Mistero... (Coro) Scena I-II
- 3 Scena e Aria di Jacopo
  - Scena Qui ti rimani alquanto (Jacopo) Scena III
  - Aria Dal più remoto esiglio (Jacopo) Scena IV
  - Tempo di mezzo Del Consiglio alla presenza (Fante, Jacopo) Scena V
  - Cabaletta Odio solo, ed odio atroce (Jacopo) Scena V
- 4 Scena, Coro e Cavatina di Lucrezia
  - Scena No... mi lasciate (Lucrezia) Scena VI
  - Coro Resta: quel pianto accrescere (Coro) Scena VI
  - Cavatina Tu al cui sguardo onnipossente (Lucrezia, Coro) Scena VI
  - Tempo di mezzo Che mi rechi?... favella... (Lucrezia, Pisana) Scena VII
  - Cabaletta O patrizi, tremate (Lucrezia, Pisana, Coro) Scena VII
- 5 Coro
  - Coro Tacque il reo (Coro) Scena VIII
- 6 Scena e Romanza del Doge
  - Scena Eccomi solo alfine (Doge) Scena IX
  - Romanza O vecchio cor, che batti (Doge) Scena IX
- 7 Scena e Duetto Doge e Lucrezia
  - Scena L'illustre dama Foscari (Servo, Doge, Lucrezia) Scena X
  - Duetto Tu pur lo sai che giudice (Doge, Lucrezia) Scena X
  - Tempo di mezzo Di sua innocenza dubiti? (Lucrezia, Doge) Scena X
  - Cabaletta Se tu dunque potere non hai (Lucrezia, Doge) Scena X

### Atto secondo
- 8 Introduzione, Scena e Aria di Jacopo
  - Scena Notte!... perpetua notte (Jacopo) Scena I
  - Aria Non maledirmi, o prode (Jacopo) Scena I
- 9 Scena e Duetto di Lucrezia e Jacopo
  - Scena Ah sposo mio (Lucrezia) Scena II
  - Duetto No, non morrai (Lucrezia, Jacopo) Scena II
  - Tempo di mezzo Tutta è calma la laguna (Voci, Jacopo, Lucrezia) Scena II
  - Cabaletta Speranza dolce ancora (Lucrezia, Jacopo) Scena II
- 10 Scena, Terzetto e Quartetto
  - Scena Ah padre!... Figlio!... Nuora!... (Jacopo, Doge, Lucrezia) Scena III
  - Terzetto Nel tuo paterno amplesso (Jacopo, Doge, Lucrezia) Scena III
  - Tempo di mezzo Addio... Parti?... Conviene... (Doge, Jacopo, Lucrezia) Scena III-IV
  - Cabaletta Ah! sì, il tempo che mai non s'arresta (Jacopo, Doge, Lucrezia, Loredano) Scena IV
- 11 Finale II
  - Coro Che più si tarda? (Coro) Scena V
  - Scena O patrizi... il voleste (Doge) Scena VI-VII-VIII
  - Sestetto Queste innocenti lacrime (Jacopo, Lucrezia, Doge, Barbarigo, Loredano, Pisana) Scena VIII
  - Stretta del finale II Parti, t'è forza cedere (Doge, tutti) Scena VIII

### Atto terzo
- 12 Introduzione
  - Coro Alla gioia, alle corse, alle gare (Coro) Scena I
  - Scena Ve'! come il popol gode (Loredano, Barbarigo) Scena II
  - Barcarola Tace il vento, è queta l'onda (Coro) Scena II
- 13 Scena e Aria di Jacopo
  - Scena La giustizia del Leone! (Popolo, Loredano, Barbarigo, Lucrezia, Jacopo) Scena III-IV
  - Aria All'infelice veglio (Jacopo, Lucrezia) Scena IV
  - Tempo di mezzo Messer, a che più indugiasi? (Loredano, Lucrezia, Jacopo) Scena IV
  - Concertato Ah padre, figli, sposa (Jacopo, Lucrezia, Barbarigo, Pisana, Loredano, Coro) Scena IV
- 14 Recitativo e Aria di Lucrezia
  - Scena Egli ora parte! (Doge) Scena V-VI-VII
  - Aria Più non vive!... l'innocente (Lucrezia) Scena VII
- 15 Scena, Aria del Doge, Finale ultimo
  - Scena Signor, chiedon parlarti i Dieci... (Servo, Doge) Scena VIII-IX
  - Aria Questa è dunque l'iniqua mercede (Doge, Barbarigo, Loredano, Coro) Scena IX
  - Tempo di mezzo Che venga a me, se lice (Doge, Coro, Loredano, Lucrezia, Barbarigo) Scena IX-X
  - Finale Quel bronzo feral (Doge, Loredano, Barbarigo, Lucrezia, Coro) Scena X

## Incisioni discografiche
| Anno | Cast (Francesco Foscari, Jacopo Foscari, Lucrezia Contarini, Jacopo Loredano) | Direttore            |
| ---- | ----------------------------------------------------------------------------- | -------------------- |
| 1951 | Giangiacomo Guelfi, Carlo Bergonzi, Maria Vitale, Pasquale Lombardo           | Carlo Maria Giulini  |
| 1957 | Giangiacomo Guelfi, Mirto Picchi, Leyla Gencer, Alessandro Maddalena          | Tullio Serafin       |
| 1976 | Piero Cappuccilli, José Carreras, Katia Ricciarelli, Samuel Ramey             | Lamberto Gardelli    |
| 1988 | Renato Bruson, Alberto Cupido, Linda Roark-Strummer, Luigi Roni               | Gianandrea Gavazzeni |

## Trasposizioni cinematografiche e produzioni televisive
- I due Foscari, film diretto da Mario Almirante (1923)
- I due Foscari, film diretto da Enrico Fulchignoni (1942)
- I due Foscari, film TV diretto da Tonino Del Colle (1988)
- I due Foscari, film TV diretto da George Blume (2001)